# فاجعه معدن زغال‌سنگ ماریانا
فاجعه معدن زغال‌سنگ ماریانا که در ۲۸ نوامبر ۱۹۰۸ در ماریانا، پنسیلوانیا رخ داد، منجر به کشته‌شدن ۱۵۴ معدنچی شد و یک نفر نیز از این فاجعه نجات پیدا کرد. این رویداد بدترین فاجعه در تاریخ شهرستان واشینگتن بوده‌است. این رویداد و چندین رویداد دیگر که در آن زمان رخ دادند، باعث جلب حمایت عمومی برای ایمنی معدن شدند، که خود منجر به تأسیس اداره معادن ایالات متحده در سال ۱۹۱۰ شد. تحقیقات این اداره در مورد مواد انفجاری ایمن و جلوگیری از انفجار گاز و گرد و غبار در معدن به کاهش وقوع حوادث در معادن منجر شد.
یک نشانگر تاریخی برای بزرگداشت این فاجعه در سال ۲۰۱۹ توسط کمیسیون تاریخی و موزه پنسیلوانیا در بخش ماریانا نصب شد.